# Jørn Jensen
Jørn Jensen, född 2 januari 1946 i Taastrup, är en dansk barnboksförfattare och återberättare av lättläst litteratur. Jensen debuterade i Danmark 1987 och har sedan dess gett ut ett stort antal böcker – ofta med inriktning mot lästräning – varav en stor andel har översatts till svenska.